# Fletcher’s Visionen
Fletcher’s Visionen (Originaltitel: Conspiracy Theory) ist ein US-amerikanischer Spielfilm aus dem Jahr 1997. Der Regisseur war Richard Donner, die Hauptrollen spielten Julia Roberts und Mel Gibson.

## Handlung
Der New Yorker Taxifahrer Jerry Fletcher stellt seit geraumer Zeit der Staatsanwältin Alice Sutton nach und belästigt sie mit scheinbar wirren Verschwörungstheorien. Eines Tages wird er entführt und von einem Mann gefoltert. Fletcher kann fliehen, nachdem er seinem Peiniger in die Nase gebissen hat. Im Foyer des Justizministeriums wird Fletcher verhaftet und in ein Krankenhaus gebracht.
Als Sutton in das Krankenhaus kommt, sind dort bereits Vertreter zahlreicher Bundesbehörden und Organisationen versammelt. Agent Lowry stellt sich als Mitarbeiter des FBI vor. Dr. Jonas wird als für die CIA tätiger Psychiater vorgestellt, seine Nase ist verletzt. Der Frage von Alice nach der Verletzung kommt er zuvor, indem er von sich aus erzählt, dass sie von seinem Hund stamme. Fletcher bittet Sutton, seine Krankenakte mit der seines Zimmernachbarn zu tauschen, da er um sein Leben fürchtet. Zunächst bleibt offen, ob Sutton ihm diesen Wunsch erfüllt hat.
Am nächsten Morgen ist Fletchers Zimmergenosse tatsächlich verstorben. Fletcher flieht und bleibt in einem Schacht stecken. Sutton hilft ihm, sich zu befreien. Er entkommt seinen Verfolgern aus dem Krankenhaus und versteckt sich in Suttons Auto, die ihn zu seiner Wohnung begleitet. Diese wird bald von Jonas’ Männern aufgesucht, worauf Fletcher die mit Brandbeschleunigern präparierte Wohnung in Brand setzt und mit Sutton flüchtet. Auf der Flucht sieht sie in einem geheimen Raum unter Fletchers Wohnung ein großes Bild von sich selbst, auf dem sie auf einem Pferd reitet. Da sie das Reiten mehrere Monate zuvor aufgab, wird ihr klar, dass Fletcher sie lange Zeit beobachtet haben muss.
Sutton versucht mit den fünf Abonnenten von Fletchers Publikationen über Verschwörungstheorien Kontakt aufzunehmen. Jedoch sind vier von ihnen in den letzten 24 Stunden unter mysteriösen Umständen verstorben. Die fünfte Adresse hat einen Nachsendeauftrag zum Gebäude des Strafgerichts in Manhattan. Als Sutton den Abonnenten besuchen will, wird sie von Dr. Jonas empfangen.
Es stellt sich heraus, dass Jonas für die CIA geheime und illegale Experimente zur Bewusstseinskontrolle durchgeführt hat. Jerry Fletcher gehörte zu seinen Opfern, die durch Folter und mentale Manipulation gezielt zu Mördern gemacht wurden. Die Experimente wurden eingestellt, als jemand das Verfahren verwendete, um John Hinckley, Jr. dazu zu bringen, einen Mordanschlag auf Ronald Reagan zu verüben. Dr. Jonas teilt Sutton mit, dass er herausfinden müsse, wer hinter diesem Anschlag stecke. Anschließend behauptet er, dass Fletcher vor einigen Monaten ihren Vater ermordet habe und gefährlich sei. Als Beweis übergibt er ihr ein in Fletchers Bankschließfach gefundenes Foto, das sie gemeinsam mit ihrem Vater zeigt und das ihm gehörte.
Fletcher nimmt erneut Kontakt zu Sutton auf und fährt mit ihr zur Farm ihres Vaters. Dort angekommen, erinnert Fletcher sich und gesteht ihr, dass er zum Morden programmiert wurde und von Dr. Jonas geschickt worden sei, ihren Vater zu töten. Jedoch habe er es nicht tun können und sich stattdessen sogar mit dem Mann angefreundet. Die Tat sei von jemand anderem ausgeführt worden, der von Dr. Jonas beauftragt wurde. Fletcher habe dies nicht verhindern können. Mit seinen letzten Atemzügen gab Suttons Vater ihm dann ein Foto mit der Aufforderung, sie zu beschützen. Fletcher hatte anschließend die meisten Ereignisse vergessen, aber die Erinnerung an Sutton war geblieben.
Zwischenzeitlich haben Jonas und seine Leute Suttons Handy geortet und können Fletcher entführen. Als Suttons Vorgesetzter erschossen wird, flieht Sutton. Der Versuch, sie ebenfalls zu erschießen, misslingt. Fletcher wird derweil in dem seit Jahren nicht benutzten Flügel eines Krankenhauses gefangen gehalten. Sutton findet ihn und ruft Agent Lowry zur Hilfe. Dieser interessiert sich ebenfalls auffällig für Jerry Fletcher. Sutton findet heraus, dass Lowry in Wahrheit nicht für das FBI tätig ist, sondern es sich bei seiner Organisation „um den Onkel in der Familie der Geheimdienste handelt, über den man niemals spricht“. Es kommt zum Schusswechsel zwischen Lowrys und Jonas’ Männern. Fletcher wird von Dr. Jonas niedergeschossen. Daraufhin erschießt Sutton Dr. Jonas. Der in Lebensgefahr schwebende Fletcher wird im Rettungshubschrauber abtransportiert, erliegt aber scheinbar seinen Verletzungen. Alice Sutton besucht später sein Grab und legt ein Abzeichen, das sie zuvor von Fletcher geschenkt bekam, darauf. Als sie dieses Abzeichen kurze Zeit später an der Satteldecke ihres Reitpferdes findet, weiß sie, dass Fletcher lebt und sein Tod nur vorgetäuscht wurde, um Sutton und ihn als wichtige Zeugen vor den verbliebenen Komplizen von Dr. Jonas zu schützen.

## Hintergrund
- Der Film wurde von Warner Bros. produziert und zu einem großen Teil in New York City gedreht. Die Produktionskosten betrugen ca. 75 Millionen US-Dollar.
- Das in dem Film erwähnte Geheimprojekt MK ULTRA der CIA gab es wirklich.
- In der Folterszene wird Fletcher Lichtblitzen ausgesetzt, weswegen Kinobesucher gewarnt wurden, dass der Stroboskopeffekt epileptische Anfälle auslösen könnte.
- In der Mitte des Films flüchtet Fletcher vor seinen Verfolgern in ein Orpheum Theatre. In diesem Kino wird der Film Ladyhawke (dt. Titel: Der Tag des Falken) gezeigt, Produktion ebenfalls Warner Bros., Regie ebenfalls Richard Donner.
- Fletcher muss zwanghaft Exemplare des Romans Fänger im Roggen kaufen – ein Buch, auf das einige besonders bekannte Verbrecher Bezug nahmen, unter anderem Lennon-Attentäter Mark David Chapman und Charles Manson. Darüber hinaus unterhält sich Jerry Fletcher mit Alice Sutton auf der Flucht über die Mörder David Berkowitz, Ted Bundy und Richard Speck sowie die Attentäter James Earl Ray, John Wilkes Booth, Lee Harvey Oswald und Sirhan Sirhan.

## Soundtrack
Das Original Soundtrack stammte vom Komponisten und Produzenten Carter Burwell – Conspiracy Theory (Motion Picture Score Album); Aufnahmeleitung des Orchesters hatte Sonny Kompanek. Copyright © Warner Bros. 1997.
Plattenlabel: TVT Soundtrax, TVT Records Europe GmbH
1. Overture                 4:21
2. She Wrecks Me            1:38
3. NASA Strikes!            2:46
4. Conspiracy Theory        2:14
5. Brain Gravy              3:05
6. Wheelchair Chase         1:44
7. First Date               1:08
8. Delicate Shadows         1:52
9. The Catcher              5:32
10. Turning Into A Jerry     1:33
11. Who Are You?             3:28
12. Searching For The Music  3:11
13. Middle Names             2:14
14. Now You Tell Me          2:37
15. Riding                   2:49

Auf dem Original Soundtrack Album scheinen die Originalversion von Frankie Valli und die Coverversion des Liedes Can’t Take My Eyes Off You nicht auf. Im Film werden oft Textstrophen davon gesungen oder der Song wird kurz angespielt. Am Ende erklingt zuerst kurz nachdem Mel Gibson, Terry Alexander, Cylk Cozart im Auto das Lied singen das Original mit Frankie Valli (dieser hatte in den 1960er-Jahren eine sehr hohe Stimme, die fast wie eine Frauenstimme wahrgenommen wurde), und dann kam die Coverversion in voller Länge der Sängerin Lauryn Hill, die zwar das Lied für den Filmabspann im Jahre 1997 im Warner-Tonstudio aufnahm, aber niemals eine Single-Veröffentlichung veranlasst hatte. Ein Unbekannter hatte den Song vom Filmabspann aufgenommen und ein Radio-DJ von der San Francisco HipHop Station KMEL spielte dann öfters in seinen Sendungen das Lied. Seinem Beispiel folgten andere Radiosendestationen in den USA; ein Dominoeffekt entstand. Dies führte letztendlich auf Platz zwei der Rhythmic Top-40-Chart, obwohl Hills Plattenlabel den Song als Single niemals veröffentlicht hatte. Aufgrund der Popularität des Liedes wurde es als „Hidden Track“ zu The Miseducation of Lauryn Hill hinzugefügt. Die Version wurde 1999 auch für einen Grammy Award für die beste weibliche Pop-Gesangsdarbietung nominiert.

## Synchronisation
Fletcher’s Visionen wurde von der FFS Film- & Fernseh-Synchron synchronisiert.
| Darsteller      | Deutscher Sprecher | Rolle                |
| --------------- | ------------------ | -------------------- |
| Mel Gibson      | Elmar Wepper       | Jerry Fletcher       |
| Julia Roberts   | Daniela Hoffmann   | Alice Sutton         |
| Patrick Stewart | Ernst Meincke      | Dr. Jonas            |
| Cylk Cozart     | Stefan Fredrich    | Agent Lowry          |
| Peter Koch      | Hartmut Neugebauer | Feuerwehrhauptmann   |
| Terry Alexander | Hartmut Neugebauer | Flip                 |
| Mik Scriba      | Manfred Erdmann    | Krankenhaus-Polizist |
| Alex McArthur   | Philipp Moog       | Zyniker              |

## Kritiken
Mick LaSalle schrieb im San Francisco Chronicle vom 8. August 1997, dass der Film nach 20 Minuten anfange zu enttäuschen. Der Spaß sei durch die Opferrolle Fletchers zerstört. Die Regie mache die „schlaffe“ Handlung zum Teil wett. LaSalle lobte die Darstellungen von Julia Roberts und Mel Gibson.
SPIEGEL ONLINE schrieb am 7. November 2011: „Temporeicher Seelentrip mit zwei toll aufspielenden Stars“
Das Lexikon des internationalen Films urteilte: „Was als ironisches Vexierspiel über die amerikanische Verschwörungsmanie beginnt, entpuppt sich allzu schnell als routinierter, reichlich konventioneller Thriller, dessen filigrane Bildkompositionen im Gang der Handlung keine Entsprechung finden.“

## Auszeichnungen
Mel Gibson, Julia Roberts und Patrick Stewart gewannen für ihre Rollen den Blockbuster Entertainment Award. Brian Helgeland wurde für das Drehbuch für den Edgar Allan Poe Award nominiert.
Die Deutsche Film- und Medienbewertung FBW in Wiesbaden verlieh dem Film das Prädikat „wertvoll“.